# Libnotes (Libnotes) archboldeana
Libnotes (Libnotes) archboldeana is een tweevleugelige uit de familie steltmuggen (Limoniidae). De soort komt voor in het Australaziatisch gebied.